# Diavik-Diamantenmine

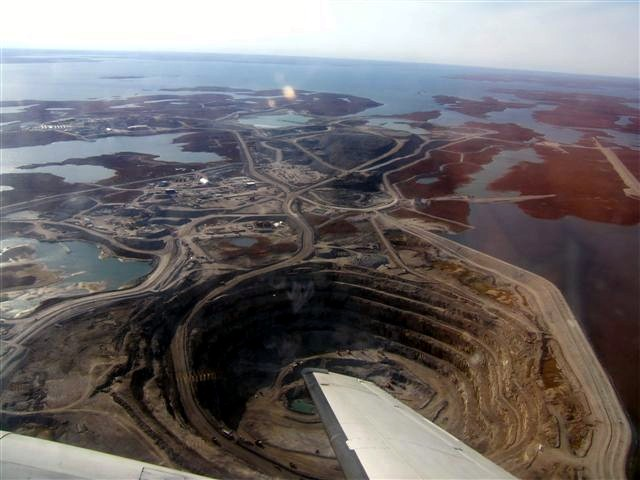
Luftaufnahme der Diavik-Diamantenmine.

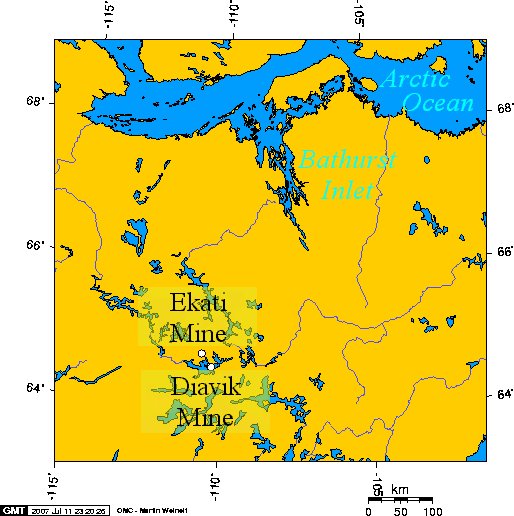
Die Ekati-Diamantenmine und die Diavik-Diamantenmine am Lac de Gras.

Die Diavik-Diamantenmine liegt in der North Slave Region in den Northwest Territories Kanadas, ca. 300 km nordöstlich von Yellowknife.
Als wichtiger regionaler Wirtschaftsfaktor beschäftigt sie 700 Angestellte, setzt CAN$ 100 Millionen in Verkäufen um und fördert 8 Millionen Karat bzw. 1,6 Tonnen Diamanten jährlich. Die Forschungen in dieser Gegend begannen 1992, der Bau der Mine begann 2001, um den regulären Betrieb im Januar 2003 aufzunehmen. Die Mine ist an die Tibbitt to Contwoyto Winter Road angeschlossen, die nur zwei Monate jährlich existiert, und verfügt über den Flughafen Diavik Airport mit einer 1.596 m langen Kies-Landebahn, die für die Boeing 737 ausgelegt ist.
Bei dem Besitzer der Mine handelte es sich um ein Joint Venture zwischen der kanadischen Dominion Diamond Corporation (ehemaliger Name Harry Winston Diamond Corporation) und Diavik Diamond Mines Inc., einem Tochterunternehmen der Rio Tinto Group.
Im November 2021 gab Rio Tinto bekannt, die verbleibenden 40 % der Anteile an der Diavik-Mine erworben zu haben und alleiniger Eigentümer der Mine geworden zu sein.
Die Betriebszeit der Mine wird auf 16 bis 22 Jahre veranschlagt und wird voraussichtlich 2025 enden.
Die Mine liegt auf einer 20 Quadratkilometer großen Insel im Lac de Gras und wird informell „East Island“ genannt. Sie liegt 220 km südlich des Polarkreises.
Aufgrund des milden Winters 2006 wurde die Eisstraße erst spät eröffnet und schon früh geschlossen, was dazu führte, dass Diavik die restliche Ladung einfliegen lassen musste, um den Betrieb aufrechtzuerhalten.
Die Diavik-Mine war Gegenstand der Doku-Serie Ice Road Truckers. Im Oktober 2018 wurde in der Mine ein 552 Karat schwerer Diamant gefunden, der bis dahin größte Nordamerikas.